# Valencia de Cerro Gordo
Valencia de Cerro Gordo es una localidad del estado mexicano de Guanajuato. Es parte del municipio de Salamanca.

## Demografía
| Gráfica de evolución demográfica |
|                                  |

| Censo | Población |
| ----- | --------- |
| 1900  | 160       |
| 1910  | 139       |
| 1921  | 207       |
| 1930  | 210       |
| 1940  | 288       |
| 1950  | 443       |
| 1960  | 402       |
| 1970  | 611       |
| 1980  | 692       |
| 1990  | 960       |
| 2000  | 1 307     |
| 2010  | 1 591     |
| 2020  | 1 541     |